# Dombovári Ferenc
Dombovári Ferenc névvariáns: Dombóvári Ferenc (Budapest, 1939. június 7. – 1989. április 29.) magyar színész.

## Életpályája
A Déryné Színház stúdiójában végzett és színészi pályája is az Állami Déryné Színházban indult 1962-ben. 1978-tól a jogutód Népszínház társulatának művésze volt 1987-ig. Játszott a Józsefvárosi Színházban, a Várszínházban, szerepelt az Egyetemi Színpadon is. 1987-től a Lapról Hangra hangosújság szerkesztője volt. Felolvasóként hangoskönyveket készített, többek között a Magyar Vakok és Gyengénlátók Országos Szövetsége könyvtárának is.

## Fontosabb színházi szerepei
- William Shakespeare: Hamlet... Rosenkrantz
- William Shakespeare: Rómeó és Júlia... Patikárius
- Alekszandr Szergejevics Puskin: Akik élni akartak... Muci
- Alekszandr Nyikolajevics Osztrovszkij: Vihar... Borisz
- Anton Pavlovics Csehov: Sirály... Dorn, orvos
- Alekszandr Boriszovics Raszkin – Mark Szlobodszkij: Filmcsillag... Arkadij
- Karl Wittlinger: Ismeri-e a Tejutat?...  A beteg
- Arthur Miller: Édes fiaim... Dr. Jim Bayliss
- Gerhart Hauptmann: Naplemente előtt... Városi Testület elnöke
- Eugéne Cormon – Adolphe D'Ennery: A két árva... D'Estrées, aranyifjú
- Robert Graves: Én, Claudius... Szenátor
- Horace McCoy: A lovakat lelövik, ugye?... Mr. Dickson
- Lucian Blaga: A bálványok ledőlnek... szereplő
- Dimitar Dimov: Elkárhozottak... Luis; Ricardo (Heredia fivérek)
- Ivan Bukovčan: Mielőtt a kakas megszólal... Borbély
- Kisfaludy Károly: Csalódások...  Gróf Elemir
- Szigligeti Ede: Szökött katona... Lajos, Koprádiné egyik fia
- Jókai Mór: Rab Ráby... Ráby Mátyás
- Karinthy Frigyes: Omnibusz... szereplő
- Molnár Ferenc: A Pál utcai fiúk... Áts Feri; Geréb
- Füst Milán: Negyedik Henrik király... Dávid, orvos
- Darvas József: Pitypang... Füstér Pál, agronómus
- Békés József: A hetedik kocsi... Ódor László, sofőr
- Páskándi Géza: A királylány bajusza... Exlexrex főherceg
- Tordon Ákos: Skatulyácska királykisasszony... Dutyimutyi Dutyi őr, aki másodállásban Alabárdos
- Örkény István: Tóték... Az őrnagy; Cipriani professzor
- Sarkadi Imre: Elveszett paradicsom... Zoltán; Gábor
- Sarkadi Imre: Sipos család (Szeptember)... Veres, tanító
- Zilahy Lajos: A szűz és a gödölye... Huben Sándor
- Weöres Sándor: Csalóka Péter... Huszár
- Dékány András – Baróti Géza: Dankó Pista... Tömörkény István
- Gyárfás Miklós: Két Júlia... A színész
- Zelk Zoltán: Az ezernevű lány... Ezeréves fa
- Szabó Magda: Kígyómarás... Tóth János
- Raffai Sarolta: Egyszál magam... Dömök
- Fésűs Éva – Gebora György: A csodálatos nyúlcipő... Szürkeapu
- Tamási Áron: Búbos vitéz... Hamót
- Lakatos Menyhért: Akik élni akanak... Muci
- Babay József: Három szegény szabólegény... Posztó Barnabás
- Tóth Miklós: Fejesek... Petrus Jóska
- Taar Ferenc: Sírkő pántlikával... Bodor Béla, képviselő
- Kállai István: Majd a papa... Sümegi
- Nádasi László: Az okos bolond... Dr. Hidas, elmegyógyász
- Kálmán Imre: Csárdáskirálynő... Kiss, közjegyző
- Huszka Jenő: Lili bárónő... János, kocsis
- Ödön von Horváth: A végítélet napja... Rendőrbiztos

## Filmek, tv
- Himnusz az értelem szépségéhez (1967)
- Türelmetlen szeretők (1968)
- Volt egyszer egy színház (1978)
- Szerencsétlen flótás (1979)
- Kényszerzubbony (1982)
- Az emlékmúzeum (1984)
- Tériszony (1984)

## Hangoskönyv
- Juhász Gyula: Orbán lelke
- Mikszáth Kálmán: A Noszty fiú esete Tóth Marival
- Moldova György: A pénz szaga[6]
- Moldova György: Bűn az élet
- Móricz Zsigmond: Rokonok
- Tamási Áron: Ábel Amerikában
- Tamási Áron: Ábel az országban
- Stendhal: A pármai kolostor
- Frank Herbert: A Dűne